# وزارة كفاءة الحكومة
وزارة كفاءة الحكومة، (بالإنجليزية: Department of Government Efficiency)، هي لجنة استشارية رئاسية أمريكية مخططة، أعلن عنها الرئيس المنتخب للولايات المتحدة، دونالد ترامب، استعدادًا لولايته الثانية كرئيس للولايات المتحدة، وسيقودها رجلا الأعمال المليارديران إيلون ماسك وفيفيك راماسوامي.